# Erythrina hazomboay
Erythrina hazomboay — растение из рода Эритрина (Erythrina) семейства Бобовые (Fabaceae). Эндемик Мадагаскара. Площадь его распространения довольно широкая, занимает более 1 000 км2. Естественные места обитания — предгорья с первичной растительностью.